# Ketelmeer
Das Ketelmeer (niederländisch meer – der See) ist ein See in den Niederlanden, der wie viele andere dortige Binnenseen durch das Abtrennen der ehemaligen Zuiderzee von der Nordsee und die anschließende Einpolderung entstanden ist. Es liegt zwischen dem Polder Flevoland im Süden und dem Noordoostpolder im Norden. Im Westen wird das Ketelmeer durch die Ketelbrug (Brücke) vom IJsselmeer abgegrenzt, im Nordosten durch das Balgenstauwehr bei Ramspol vom Zwarte Meer, und im Südosten durch die IJsselmündung.
Im Süden steht es in Verbindung mit dem Vossemeer, das durch eine Schleuse vom Drontermeer getrennt ist.

## Umweltprobleme
Der Boden des Ketelmeeres ist stark kontaminiert, der Rhein lagerte hier über seinen Mündungsarm IJssel über Jahre eine etwa 50 cm tiefe Schlammschicht voller Schadstoffe (PCB, Schwermetalle) ab. Um diesen Schlamm aufzunehmen, wurde zwischen 1996 und 1999 mitten im Ketelmeer die Insel-Deponie IJsseloog errichtet.
Nach der Sanierung des Seegrundes soll im Ketelmeer eine Fahrrinne ausgehoben werden, die Schiffen mit einem Tiefgang von bis zu 3,50 Metern die Durchfahrt erlaubt. Damit soll auch der untere Lauf der IJssel schiffbar gemacht werden. Der ausgehobene, unbelastete Schlick soll zum Aufschütten eines Mündungsdeltas der IJssel verwendet werden, in dem das Naturschutzgebiet IJsselmonding („IJsselmündung“) entstehen soll.

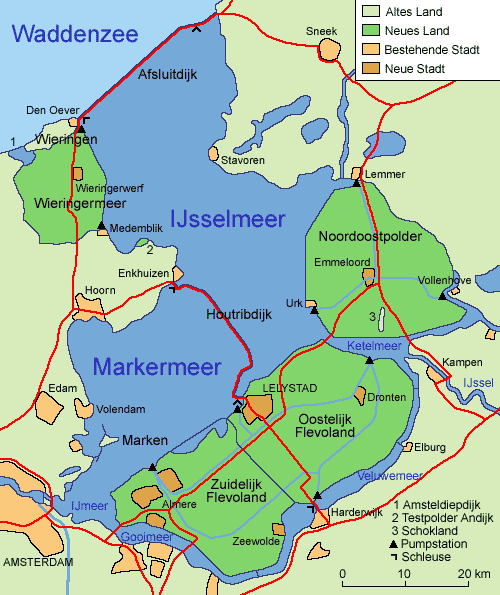
Karte der Zuiderzeewerke mit Seen und Poldern